# Station Calatayud
Station Calatayud is een spoorwegstation in de Spaanse regio Aragón dat op 25 mei 1863 werd geopend. 

## Geschiedenis
Het station werd op 25 mei 1863 door de Compañía de los ferrocarriles de Madrid a Zaragoza y a Alicante (MZA), geopend tegelijk met het deeltraject Medinaceli-Zaragoza van haar spoorlijn tussen Madrid en Zaragoza. In 1941 leidde de nationalisatie van de spoorwegen in Spanje tot de integratie van het bedrijf in de nieuw opgerichte RENFE (Renfe).
Calatayud groeide uit tot een belangrijk spoorwegknooppunt door de aanleg van andere spoorlijnen door andere spoorwegmaatschappijen;
- 1901 spoorlijn Calatayud-Teruel-Sagunto van de Compañía del Ferrocarril Central de Aragón .
- 1929 spoorlijn Calatayud-Cidad Dosante van de ferrocarril Santander-Mediterráneo.

Deze maatschappijen bouwden beide een eigen station, respectievelijk Calatayud-Jiloca en Calatayud-Ribota naast dat van de MZA. Na de nationalisatie van 1941 werd het MZA station een  gedeeld station voor passagiers- en goederenvervoer. Door het grote aantal treinen dat erdoor werd bediend, groeide Calatayud uit tot een groot spoorwegcomplex met een reserve aan locomotieven, depots, werkplaatsen, goederenloodsen en een groot emplacement. In 1985 werden het baanvak Calatayud-Caminreal van de verbinding met Teruel en de onvoltooide spoorlijn Santander-Mediterráneo gesloten waarmee Calatayud geen knooppunt meer was. 
In 1995 werd begonnen met de aanleg van de eerste twee deeltrajecten van de hogesnelheidslijn Madrid - Barcelona waaronder Calatayud – Ricla De komst van de hogesnelheidslijn was aanleiding voor een opknapbeurt van het station en de herinrichting van het emplacement. Het stationsgebouw kreeg hierbij aan de stadszijde een glazen gevel en een bakstenen omlijsting enkele meters voor de oorspronkelijke gevel en een uitbouw met wachtkamer aan de spoorzijde. Ten behoeve van de HSL werden vier extra sporen toegevoegd en werd een tweede toegang aan de zuidkant van het emplacement gerealiseerd. Op 24 februari 2003 maakte de AVE (hogesnelheidstrein) zijn eerste stop in het gerenoveerde station. Op 10 oktober 2003 werd de lijn Madrid-Zaragoza-Lérida officieel geopend door koning Juan Carlos I en koningin Sofia. Zodoende werd Calatayud een overstappunt tussen de HSL met normaalspoor en de klassieke spoorlijn met breedspoor.
Sinds 31 december 2004 wordt de lijn geëxploiteerd door Renfe, terwijl ADIF eigenaar is van alle spoorweginfrastructuur.
In 2018 telde station Calatayud 238.525 reizigers.

## Ligging en inrichting
Het station ligt op van 531,4 meter boven zeeniveau bij kilometerpaal 221,3 km van de hogesnelheidslijn Madrid - Barcelona en bij kilometerpaal 244,7 van de klassieke spoorlijn tussen Madrid en Barcelona. Het stationsgebouw staat aan de noordrand van het emplacement en heeft een perron dat aan de oostkant tussen een kopspoor (1B) en het doorgaande breedspoor (spoor 1) richting Madrid ligt. Het doorgaande breedspoor richting Zaragoza (spoor 2) ligt langs de noordrand van een eilandperron dat aan de zuidrand wordt bediend door de HSL richting Madrid (spoor 3). Aan de zuidrand van het emplacement ligt een perron voor de HSL richting Frankrijk (spoor 6). De sporen 4 en 5 worden gebruikt door hogesnelheidstreinen die niet stoppen in Calatayud. Spoor 1B is gereserveerd voor regionale treinen tussen Calatayud en Zaragoza, naast spoor 1B liggen nog twee opstelsporen zonder perrons. 
De perrons zijn onderling verbonden door een reizigerstunnel die met liften en roltrappen toegang heeft tot de perrons. De perrons zijn deel overkapt en hebben ruimte voor bagage controle. De stationshal in het het stationsgebouw heeft een loket voor kaartverkoop dat van 6:40 tot 22:00 uur geopend is, een informatiebalie, wifi, toiletten en een bagagedepot. Het geheel is rolstoeltoegankelijk. Buiten is er een parkeerplaats met een capaciteit van meer dan 200 voertuigen, tuinen en taxi- en stadsbushaltes.

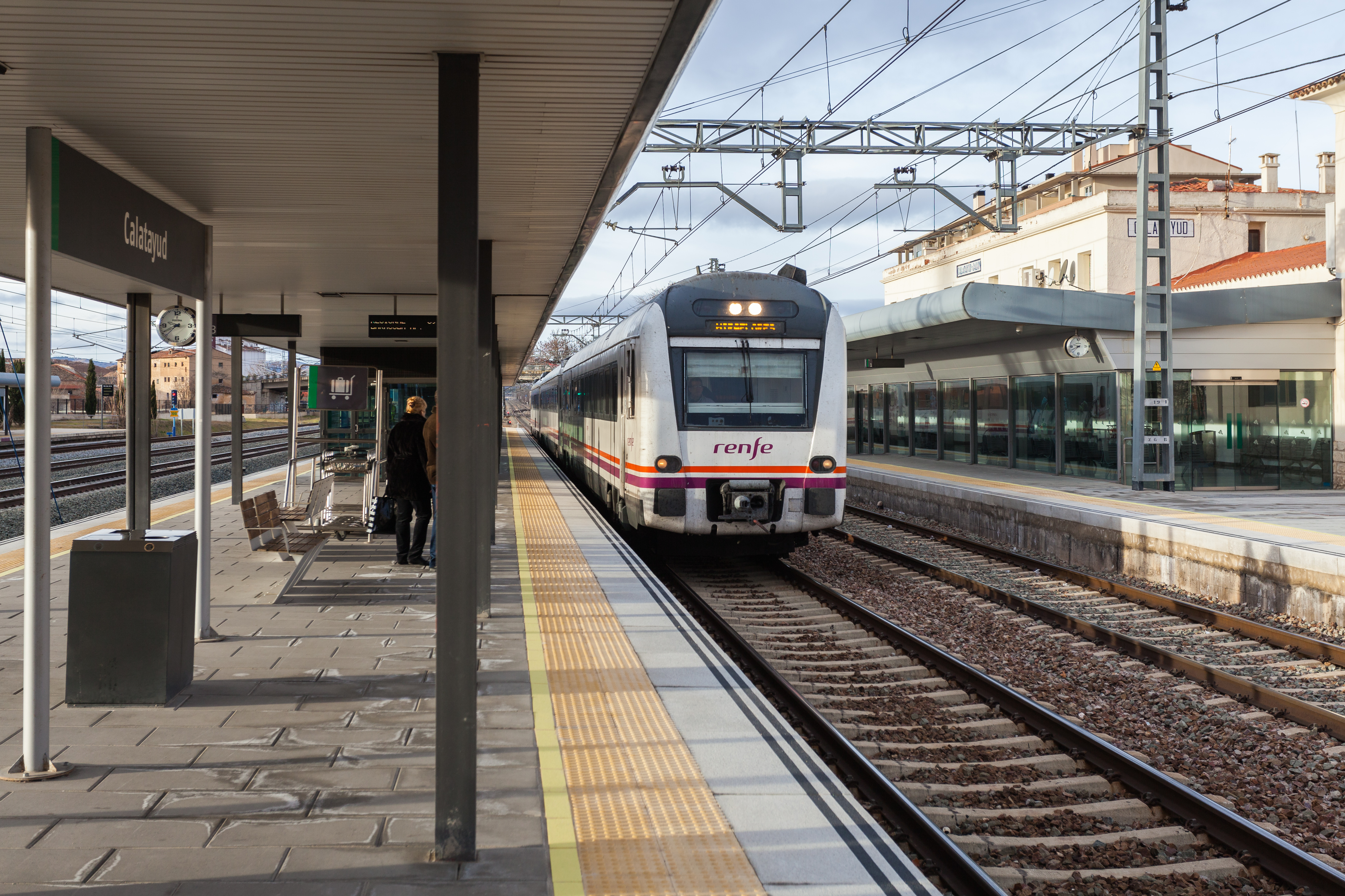
Perrons langs het breedspoor met goed zichtbaar de uitbouw met wachtkamer
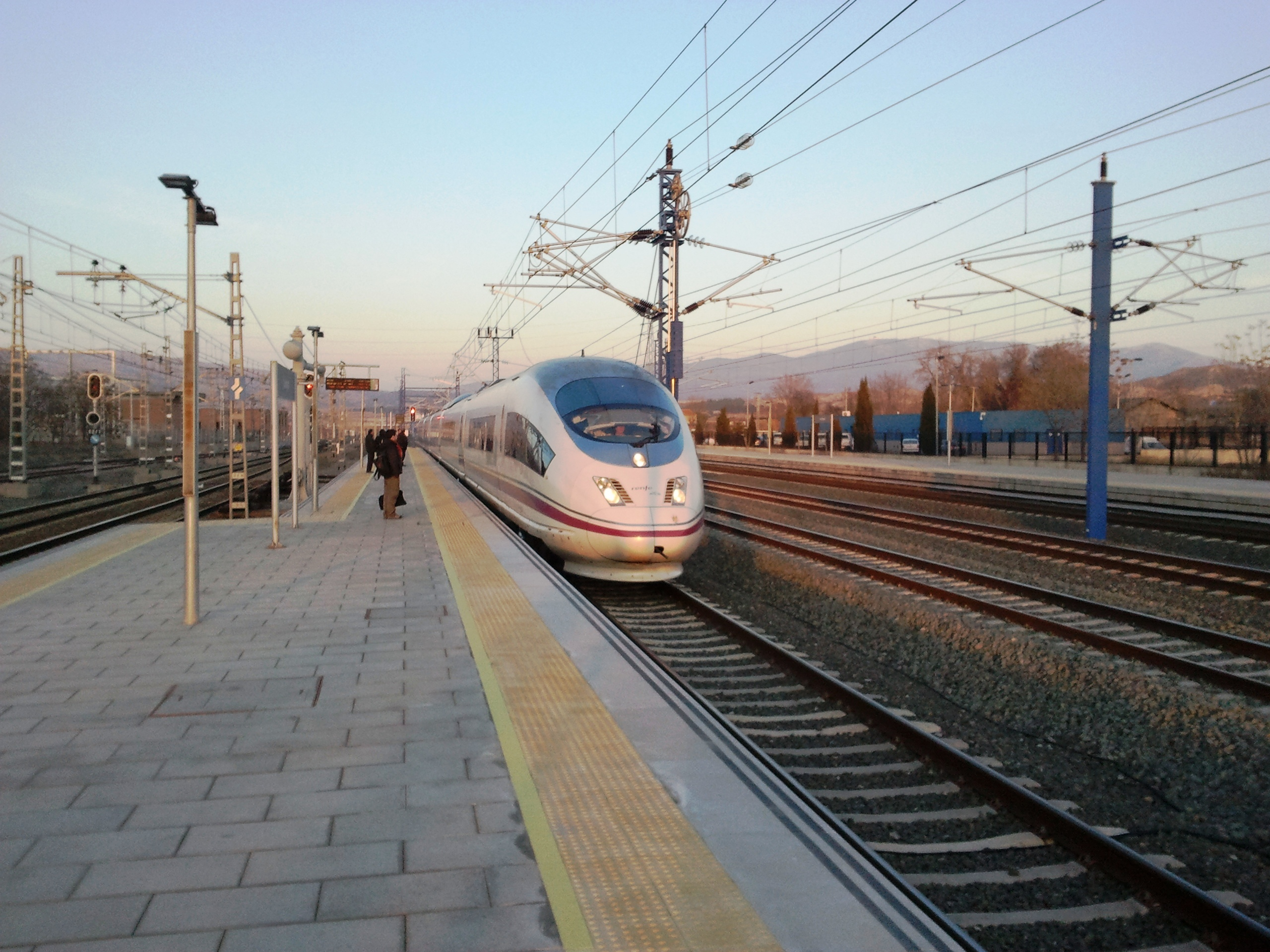
HST richting Madrid op 9 februari 2012 in Calatayud
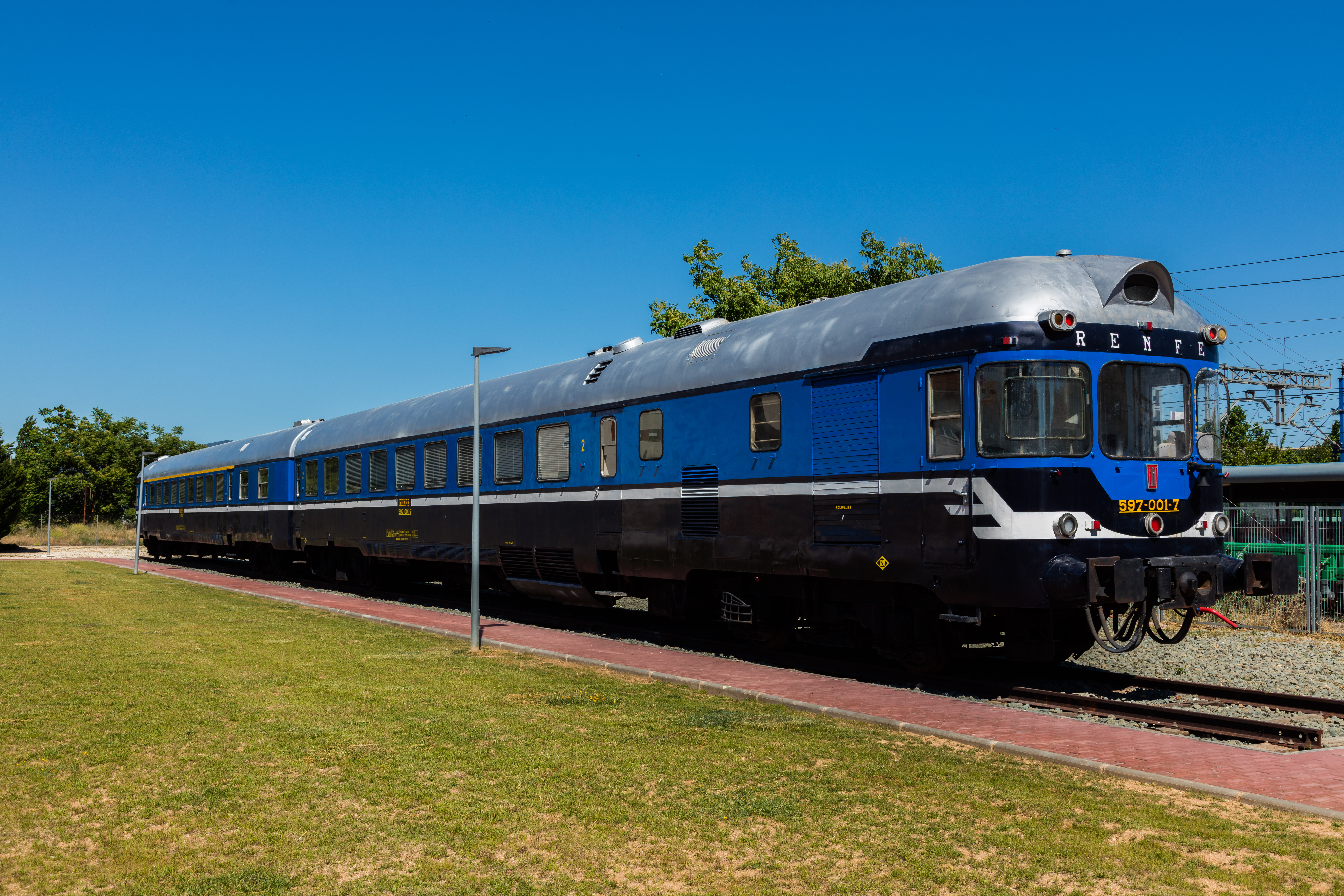
Het tentoongestelde treinstel reeks TER Fiat TER 9701, naast het station